# Felix Wimmer
Felix Rudolf Wimmer (* 17. August 1998 in Braunau am Inn) ist ein österreichischer Fußballtorwart.

## Karriere
Wimmer begann seine Karriere beim SK Altheim. Im März 2009 wechselte er zur SV Ried. Zur Saison 2010/11 wechselte er zum USV Palting. Zur Saison 2011/12 wechselte er  zurück nach Ried. Bei den Riedern durchlief er ab der Saison 2012/13 sämtliche Altersstufen in der Akademie. Im April 2015 debütierte er für die Amateure der Rieder in der OÖ Liga. Dies blieb sein einziger Einsatz für Ried II.
Im Oktober 2015 wechselte Wimmer zurück zum fünftklassigen SK Altheim. Für Altheim kam er insgesamt zu 34 Einsätzen in der Landesliga. Zur Saison 2017/18 schloss er sich dem Regionalligisten Union Gurten an. Im März 2018 debütierte er anschließend in der Regionalliga Mitte. Insgesamt hütete Wimmer in 154 Regionalligaspielen das Tor Gurtens.
Zur Saison 2024/25 kehrte er zum Zweitligisten SV Ried zurück, bei dem er einen bis 2026 laufenden Vertrag erhielt. Sein Debüt in der 2. Liga gab er im Mai 2025, als er am 30. Spieltag jener Saison gegen den First Vienna FC in der Startelf stand. Dies blieb sein einziger Ligaeinsatz in jener Spielzeit, zu Saisonende stieg er mit Ried als Zweitligameister in die Bundesliga auf.
Seit Sommer 2020 ist Wimmer im Besitz der ÖFB-Torwarttrainer-C-Lizenz und war ab ebendieser Zeit als Torwarttrainer im Nachwuchsbereich der Rieder tätig. Nach seinem persönlichen Aufstieg in den Profifußball unterbrach er seine Trainertätigkeit bei den Riedern.